# Balatro fridericiae
Balatro fridericiae is een raderdiertjessoort uit de familie Dicranophoridae. De wetenschappelijke naam van deze soort is voor het eerst geldig gepubliceerd in 1954 door Kunst.